# Dante's Cove
Dante's Cove je americký televizní seriál z let 2005–2007. Seriál kombinuje prvky mysteriózního hororu a mýdlové opery. První série byla natáčena na ostrovech Turks a Caicos, druhá a třetí série na havajském ostrově Oahu.

## Charakteristika děje
Kevin a Toby přijíždějí na exotický ostrov, aby zde strávili nějaký čas. Ubytují se v hotelu v městečku Dante's Cove, kde působí utajená sekta nadpřirozeného náboženství zvaného tresum. Kevin jednoho večera zaslechne ze sklepa nářek a objeví zde muže v okovech. Ambrosia zde takto před 150 lety uvěznila jeho snoubenka Grace za to, že ji podvedl s mužem. Ambrosius nyní touží po Kevinovi, což vede k rivalitě mezi ním a Tobym. Grace, která stále žije na ostrově, a je kněžkou náboženství, se snaží Kevina zabít, aby se pomstila Ambrosiovi. Tobymu pomáhá kamarádka Van a také Diana, sestra Grace, která se jí snaží zabránit v tom, aby na sebe strhla veškerou moc, čímž by převážily temné síly kultu.

## Obsazení
| William Gregory Lee | Ambrosius Vallin     |
| Tracy Scogginsová   | Grace Neville        |
| Gregory Michael     | Kevin Archer         |
| Charlie David       | Toby Moraitis        |
| Nadine Heimann      | Van                  |
| Josh Berresford     | Cory Dalmass         |
| Zara Taylor         | Amber                |
| Rena Riffel         | Tina                 |
| Stephen Amell       | Adam (1. série)      |
| Jon Fleming         | Adam (2. a 3. série) |
| Thea Gill           | Diana Childs         |
| Erin Cummings       | Michelle (2. série)  |
| Jill Bennett        | Michelle (3. série)  |
| Gabriel Romero      | Marco Laveau         |
| Michelle Wolff      | Brit                 |
| German Santiago     | Kai                  |
| Jensen Atwood       | Griff                |
| Jenny Shimizu       | Elena                |
| Reichen Lehmkuhl    | Trevor               |

## Seznam dílů

### První řada
1. The Beginning
2. Then There Was Darkness

### Druhá řada
1. Some Kind of Magic
2. Playing with Fire
3. Come Together
4. Spring Forward
5. The Solstice

### Třetí řada
1. Sex and Death (And Rock and Roll)
2. Blood Sugar Sex Magik
3. Sexual Healing
4. Like a Virgin
5. Naked in the Dark